# St. Ägidius (Svitavy)

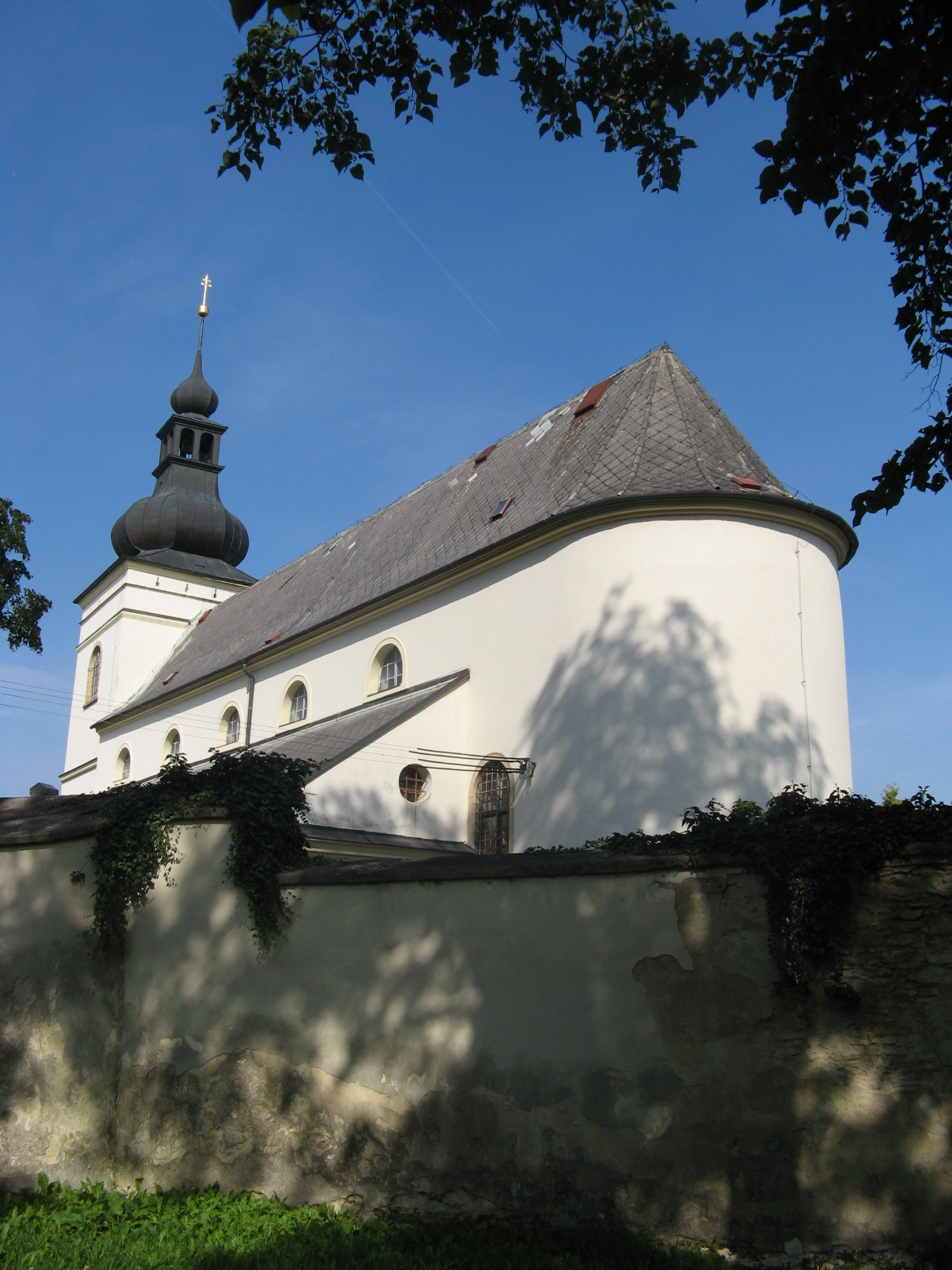
St. Ägidius in Zwittau

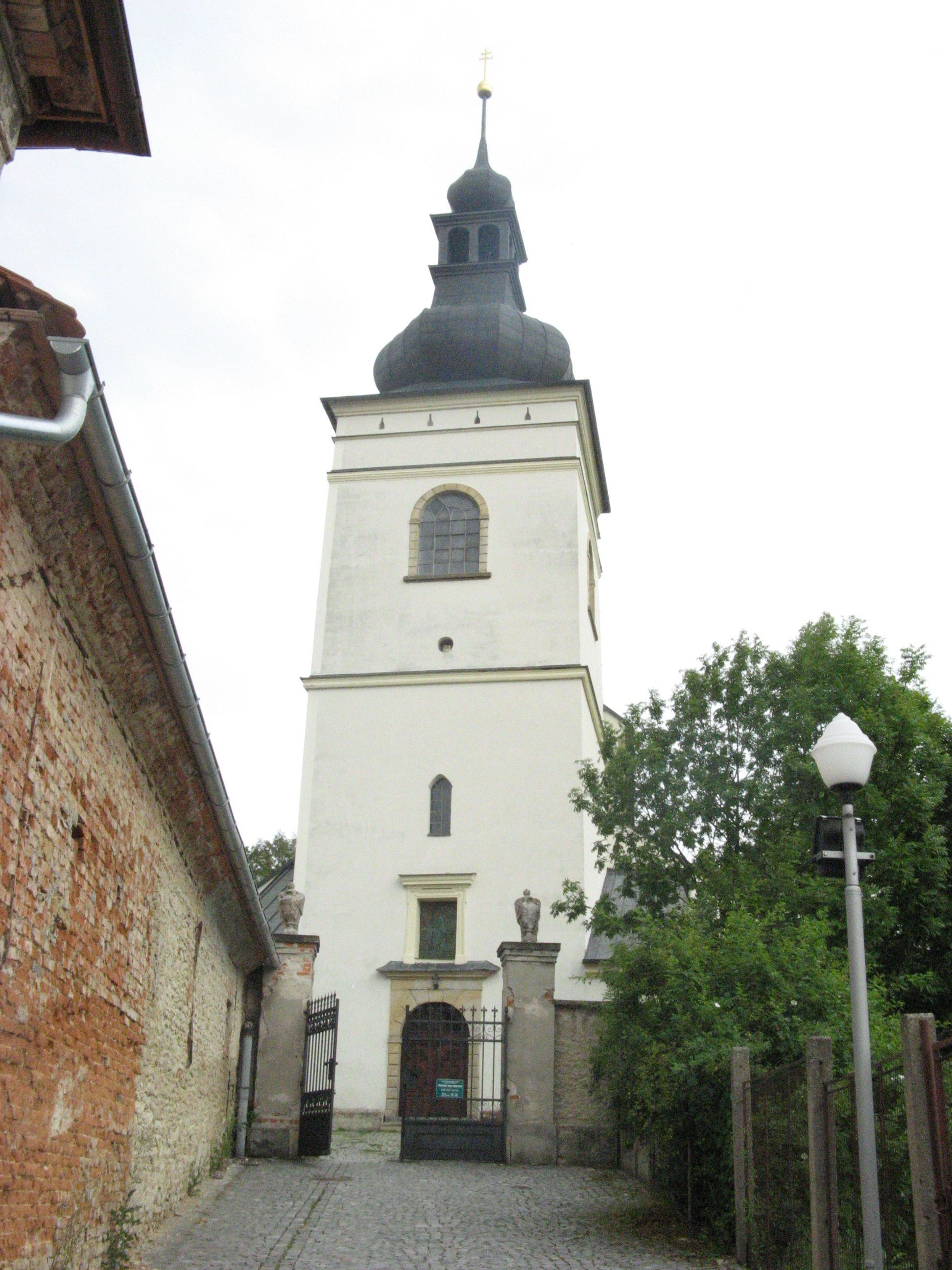
Turm der Kirche

Die katholische Kirche St. Ägidius (tschechisch: Kostel svatého Jiljí) in der ostböhmischen Stadt Svitavy (deutsch: Zwittau) in der Tschechischen Republik wurde ursprünglich im Mittelalter errichtet. Das denkmalgeschützte Gebäude befindet sich am östlichen Rand der Stadt, am linken Ufer des Flusses Zwittawa.

## Geschichte und Beschreibung
Von 1679 bis 1689 wurde die romanische Kirche im Stil des Barocks umgebaut. Seitlich wurden Anfang des 17. Jahrhunderts die Totenkapelle und die St.-Nikolaus-Kapelle angebaut. Die Basilika mit einem höheren Hauptschiff und zwei niederen Seitenschiffen wird von einem halbrunden Chor geschlossen.
Beim Umbau wurde das Hauptschiff erhöht und mit einer gewölbten Decke versehen. Im Jahr 1726 wurden die Sakristei und das Oratorium angebaut. Über den Kapellen wurden Emporen aufgebaut, zu denen seitliche Treppen führen. An der Westseite befindet sich ein quadratischer Turm, der mit der Kirche durch den Anbau der Eingangshalle verbunden wurde. Der Turmhelm wurde 1732 aufgesetzt. Das Dach des Turmes sowie der Kirche waren ursprünglich mit Schindeln gedeckt, diese wurden im 18. Jahrhundert durch Schiefer ersetzt.

## Ausstattung
Der Altar von 1684 ist mit einem Bild des heiligen Ägidius (tschechisch: svatý Jiljí), dem Schutzpatron der Kirche, geschmückt. Das Bild ist ein Werk von Ludwig Geissler aus dem Jahre 1737. An den Seiten stehen zwei Statuen des hl. Petrus und des hl. Paulus. Über dem Altar ist der Erzengel Michael zwischen Engeln dargestellt. Die Totenkapelle ist mit Stuckarbeiten von Baldassare Fontana aus Brünn verziert.